# Лутилський потік
Лутилський потік (словац. Lutilský potok) — річка в Словаччині, права притока Грону, протікає в округах Пр'євідза і Ж'яр-над-Гроном.
Довжина — 20.5 км.
Витік знаходиться в масиві Втачник на висоті 720 метрів близько від витоків річки Гандловка. Серед приток — Коперніца.
Впадає у Грон біля села Ладомерська Вєска на вмсоті 247 метрів.